# سولتویه (آستراخان)
سولتویه (به لاتین: Svetloye) یک منطقهٔ مسکونی در روسیه است که در استان آستراخان واقع شده‌است.